# Mima, Tokushima
Mima (japanska: 美馬市?, Mima-shi) är en stad i Tokushima prefektur i Japan. Staden bildades 2005  genom en sammanslagning av kommunerna Mima, Anabuki, Koyadaira och Waki.